# Panorpa lutea
Panorpa lutea är en näbbsländeart som beskrevs av Carpenter 1945. Panorpa lutea ingår i släktet Panorpa och familjen skorpionsländor. Inga underarter finns listade i Catalogue of Life.